# トレイビオン・ウィリアムズ
- トレビオン・ウィリアムズ

トレイビオン・ウィリアムズ（Trevion Williams, 2000年9月16日 - ）は、アメリカ合衆国・イリノイ州シカゴ出身のバスケットボール選手。NCAAのパデュー大学でプレーしていた。ポジションはセンター。

## 経歴

### ハイスクール
地元シカゴのマウント・カーメル高等学校に進学したが、15歳のときに叔父が銃殺される。この事件がトラウマとなってシカゴを離れ、ミシガン州デトロイトに移住。叔父の弟が校長を務めるヘンリー・フォードアカデミーへ転校した。
ESPNとライバルズからは4つ星、247スポーツからは3つ星評価を受け、パデュー大学へ進学した。他にはミシガン州立大学、イリノイ大学などからもオファーを受けていた。

### カレッジ
入学時の体重は約140kgだったが、1年目の2018年12月までに約23kg減量した。また、1年目のシーズン終了後に行われたFIBA U19バスケットボール・ワールドカップのアメリカ代表に選出された。
3年目の2020-21シーズンは平均15.5得点・9.1リバウンドの成績を記録した。シーズン終了後に2021年のNBAドラフトへアーリーエントリーしたが、後に撤回して大学に残った。
4年目の2021-22シーズンは主にベンチ出場から平均12.0得点・7.4リバウンド・3.0アシストの成績を記録し、ビッグ・テン・カンファレンスのシックスマン賞を受賞した。

## 個人成績

### カレッジ
| シーズン | チーム   | GP  | GS | MPG  | FG%  | 3P%  | FT%  | RPG | APG | SPG | BPG | PPG  |
| -------- | -------- | --- | -- | ---- | ---- | ---- | ---- | --- | --- | --- | --- | ---- |
| 2018–19  | パデュー | 34  | 8  | 10.3 | .542 | .333 | .514 | 4.0 | .5  | .4  | .4  | 5.2  |
| 2019–20  | パデュー | 31  | 22 | 21.5 | .515 | .333 | .479 | 7.6 | 1.5 | .6  | .4  | 11.5 |
| 2020–21  | パデュー | 28  | 26 | 25.1 | .525 | .000 | .500 | 9.1 | 2.3 | .7  | .6  | 15.5 |
| 2021–22  | パデュー | 37  | 4  | 20.1 | .547 | .357 | .597 | 7.4 | 3.0 | .9  | .6  | 12.0 |
| 通算     | 通算     | 130 | 60 | 18.9 | .531 | .310 | .529 | 7.0 | 1.8 | .7  | .5  | 10.8 |